# Upplands runinskrifter 897
Upplands runinskrifter 897 är en runhäll i Norby, Bondkyrka socken och Uppsala kommun i Uppland.

## Runhällen
Ristningen är utförd på en berghäll i en sluttning och är ganska svår att hitta. Inom samma område finns ytterligare en runhäll, U 898. 
U 898 är cirka 4x2 meter stor, delvis överväxt med mossa och lav. Själva ristningen är ungefär 1,5x0,9 meter stor.
Ristningen var känd redan av runforskaren Johannes Bureus som undersökte ristningen på U 897 den 17 augusti 1621. Den från runor translittererade och översatta inskriften lyder enligt nedan:

## Inskriften
Translitterering av runraden:
sihuiþr sun · kilauhaʀ ' raisti ' runaʀ ' iftiʀ ' rahnilfi ' sueru sina
Normalisering till runsvenska:
Sigviðr, sunn Gillaugaʀ, ræisti runaʀ æftiʀ ʀagnælfi, sværu sina.
Översättning till nusvenska:
Sigvid, Gillögs son reste runorna efter Ragnälv, sin svärmor.